# 帕索斯區

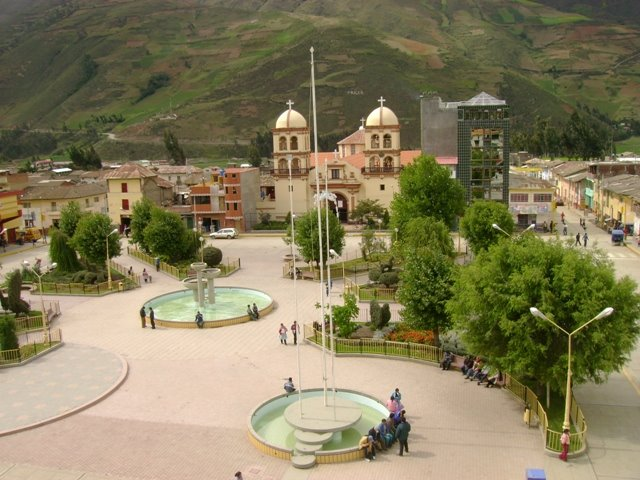
帕索斯區_廣場

帕索斯區（西班牙語：Distrito de Pazos），是秘魯的一個區，位於該國中南部萬卡韋利卡大區的塔亞卡哈省，始建於1951年1月31日，面積152.93平方公里，海拔高度3,840米，2005年人口7,985，人口密度每平方公里52人。